# Liste der Kulturdenkmäler in Rothselberg
In der Liste der Kulturdenkmäler in Rothselberg sind alle Kulturdenkmäler der rheinland-pfälzischen Ortsgemeinde Rothselberg aufgeführt. Grundlage ist die Denkmalliste des Landes Rheinland-Pfalz (Stand: 6. September 2022).

## Einzeldenkmäler
| Bezeichnung                 | Lage                         | Baujahr         | Beschreibung | Bild            |
| --------------------------- | ---------------------------- | --------------- | --- | --------------- |
| Protestantische Pfarrkirche | Hauptstraße 60 Lage          | 14. Jahrhundert | spätgotischer Chor, 14. Jahrhundert, und Glockenturm 1433/34, Chor und Schiff 1754–56 umgebaut; Wandmalereifragmente aus der ersten Hälfte des 14. Jahrhunderts; Glocke 1496 von Johannes Otto, Kaiserslautern | Fotos hochladen |
| Kriegerdenkmal              | Hauptstraße, bei Nr. 60 Lage | 20. Jahrhundert | Kriegerdenkmal von Rudolf Henn, Kaiserslautern; Pfeiler mit sitzendem Löwen | Fotos hochladen |